# Leptolalax eos
Espèce
Leptolalax eos est une espèce d'amphibiens de la famille des Megophryidae.

## Répartition
Cette espèce est endémique du Laos. Elle se rencontre dans les provinces de Borikhamxay et de Phongsaly. Sa présence est incertaine dans le Yunnan dans le sud de la république populaire de Chine.

## Description
Lors de la description originale, les 6 mâles mesuraient entre 31,3 et 34,7 mm et la femelle 40,7 mm.

## Étymologie
Cette espèce est nommée en référence à Éos, celle-ci étant souvent affublée de l'épithète homérique « aux doigts de rose », fait référence à la couleur dorsale de cette espèce.

## Publication originale
- Ohler, Wollenberg, Grosjean, Hendrix, Vences, Ziegler & Dubois, 2011 : Sorting out Lalos: description of new species and additional taxonomic data on megophryid frogs from northern Indochina (genus Leptolalax, Megophryidae, Anura). Zootaxa, no 3147, p. 1–83.